# Antonin (osada w powiecie ostrowskim)
Antonin – osada w Polsce położona w województwie wielkopolskim, w powiecie ostrowskim, w gminie Przygodzice. 
Antonin leży około 10 km na południe od Ostrowa Wielkopolskiego, przy drodze krajowej droga krajowa nr 11.